# Красновка (Куйбышевский район)
Красно́вка — деревня в Куйбышевском районе Новосибирской области. Входит в состав Осиновского сельсовета.

## География
Площадь деревни — 80 гектаров.

## Население
| 2002 | 2007 | 2010 |
| ---- | ---- | ---- |
| 169  | ↘152 | ↘95  |

## Инфраструктура
В деревне по данным на 2007 год функционируют 1 учреждение здравоохранения и 1 учреждение образования.